# Осово (Свідвинський повіт)
Осово (пол. Osowo) — село в Польщі, у гміні Свідвин Свідвинського повіту Західнопоморського воєводства.